# Akeassia
Akeassia is een geslacht uit de composietenfamilie (Asteraceae). Het geslacht telt slechts een soort die voorkomt in de tropische delen van West-Afrika en westelijk Centraal-Afrika.

## Soorten
- Akeassia grangeoides J.-P.Lebrun & Stork